# Bissert (Russland)
Bissert (russisch Бисерть) ist eine Siedlung städtischen Typs in der Oblast Swerdlowsk (Russland) mit 10.233 Einwohnern (Stand 14. Oktober 2010).

## Geographie
Die Siedlung liegt an der westlichen Flanke des Mittleren Urals, knapp 100 Kilometer (Luftlinie) westlich der Oblasthauptstadt Jekaterinburg an der gleichnamigen Bissert, einem rechten Nebenfluss der Ufa. Die Bissert ist hier zu einer kleinen Talsperre angestaut (Bissertski prud).
Bissert gehört zum Rajon Nischnije Sergi; dessen Verwaltungszentrum Nischnije Sergi liegt 25 Kilometer südöstlich.

## Geschichte
Die Geschichte des Ortes beginnt 1735 bis 1736, als im Auftrag des Verwalters der Ural-Bergwerke Wassili Tatischtschew eine „Festung“ (Ostrog) zur Verteidigung des Gebietes gegen Einfälle der Baschkiren errichtet wurde.
1761 ließ der Unternehmer Grigori Demidow ein Eisenwerk errichten und für dessen Zwecke den Fluss zu einem „Teich“ anstauen. Werk und Ort wurde nach dem Namen des Flusses als Bissertski sawod bezeichnet. Die Herkunft der Bezeichnung ist unklar. Nach Grigori Demidows Tod im gleichen Jahr ging das Werk an dessen Sohn Pawel Demidow und blieb in Folge bis 1873 im Besitz der Familie Demidow.
Während des Pugatschow-Aufstandes befand sich das Werk 1774 zeitweise in der Hand der Aufständischen.
Zuvor zum Ujesd Krasnoufimsk des Gouvernements Perm gehörend, wurde Bissert 1923 erstmals Verwaltungszentrum eines gleichnamigen Rajons; 1932 wurde dieser jedoch an den Rajon Nischnije Sergi angeschlossen.
Bis 1925 wurde im Werk Eisen auf Grundlage lokaler Erzvorkommen geschmolzen. Während des Zweiten Weltkrieges produzierte das Werk Artilleriegranaten. 1942 erhielt der Ort den Status einer Siedlung städtischen Typs unter dem heutigen Namen. 1944 wurde wiederum ein Rajon Bissert ausgewiesen, der aber 1959 erneut im Rajon Nischnije Sergi aufging.
Nach dem Krieg wurde das Werk auf die Produktion von Landwirtschaftsgeräten sowie Rüstungsgütern und Waren des täglichen Bedarfs umgestellt.

### Bevölkerungsentwicklung
| Jahr | Einwohner |
| ---- | --------- |
| 1878 | 1.152     |
| 1939 | 7.141     |
| 1959 | 11.573    |
| 1970 | 13.181    |
| 1979 | 11.671    |
| 1989 | 12.646    |
| 2002 | 11.262    |
| 2010 | 10.233    |

Anmerkung: ab 1939 Volkszählungsdaten

## Wirtschaft und Infrastruktur
Größtes Unternehmen ist das heute Uralselmasch („Ural-Landmaschinenwerk“) genannte Werk. Daneben spielt die Forstwirtschaft eine bedeutende Rolle.
Bissert liegt an der Eisenbahnstrecke Moskau–Kasan–Jekaterinburg (Stationsname Bissertski Sawod; Streckenkilometer 1535). Unmittelbar südlich des Ortes führt die Fernstraße R242 – Teil der Europastraße 22 – Perm–Jekaterinburg vorbei.